# Hoplerythrinus unitaeniatus
Hoplerythrinus unitaeniatus är en fiskart som först beskrevs av Johann Baptist von Spix och Agassiz 1829.  Hoplerythrinus unitaeniatus ingår i släktet Hoplerythrinus och familjen Erythrinidae. Inga underarter finns listade i Catalogue of Life.